# HDBaseT
HDBaseT è una proposta di standard per collegamenti multimediali su dati non compressi ad alta velocità.
Le specifiche tecniche di base della versione 1.0 sono state finalizzate il 29 giugno 2010 dal consorzio HDBaseT Alliance, promosso principalmente da LG Electronics, Samsung, Sony e Valens Semiconductor.
La specifica prevede di utilizzare per il collegamento fisico cavi di tipo LAN Cat. 5e/6 fino a una lunghezza di 100m, per veicolare in contemporanea segnali video ad alta definizione e 3D non compressi, audio, Fast Ethernet, alimentazione elettrica di potenza e altri segnali di controllo.
Per le sue caratteristiche tecniche ed economiche la tecnologia è stata proposta come successore dell'HDMI, le specifiche della versione 2.0 inseriscono il supporto alla trasmissione USB.